# Megachile pseudomonticola
Megachile pseudomonticola là một loài Hymenoptera trong họ Megachilidae. Loài này được Hedicke mô tả khoa học năm 1925.